# Berda József

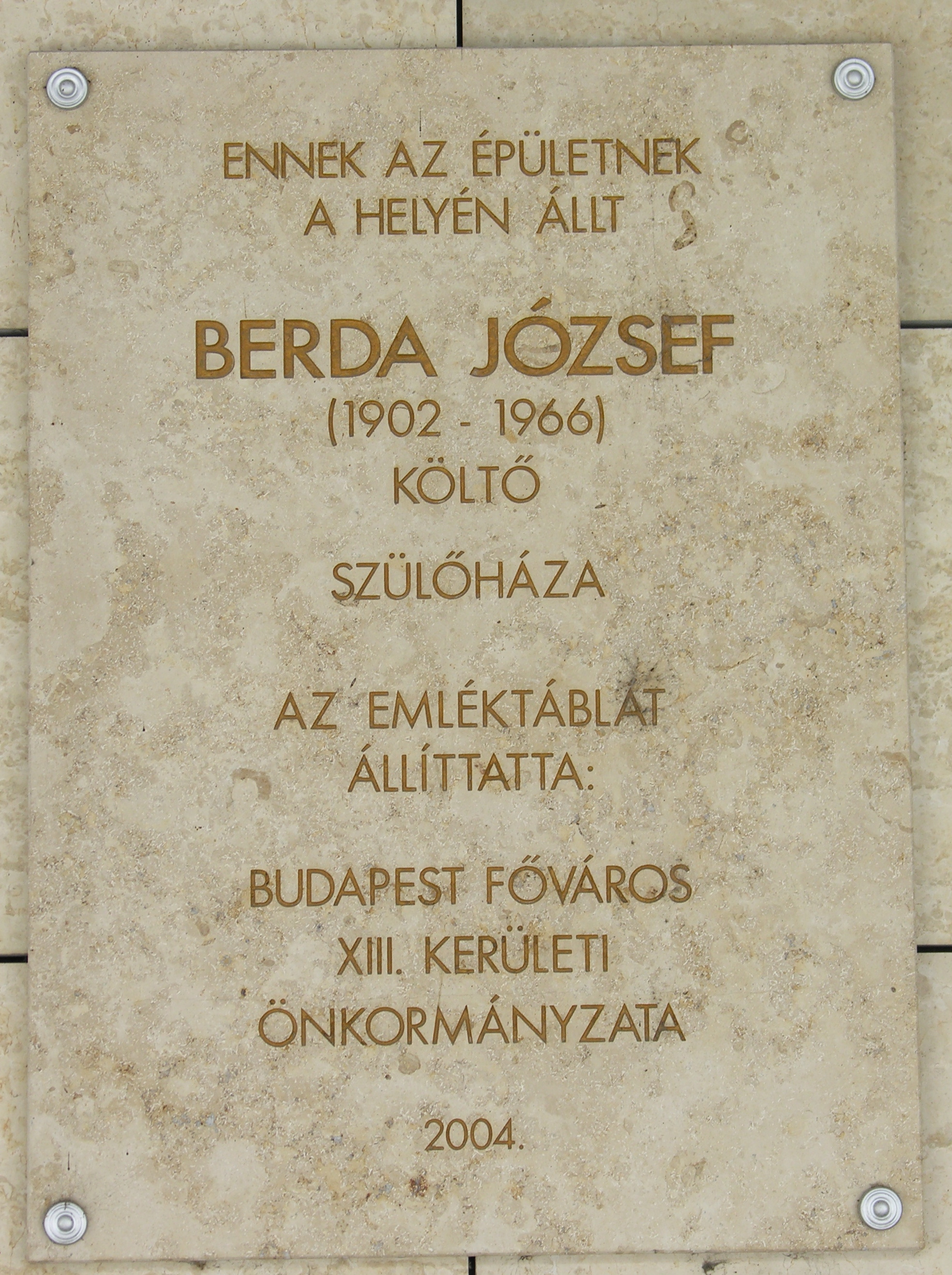
Emléktáblája szülőházának a helyén épült ház falán, Budapest, Váci út 140. szám alatt

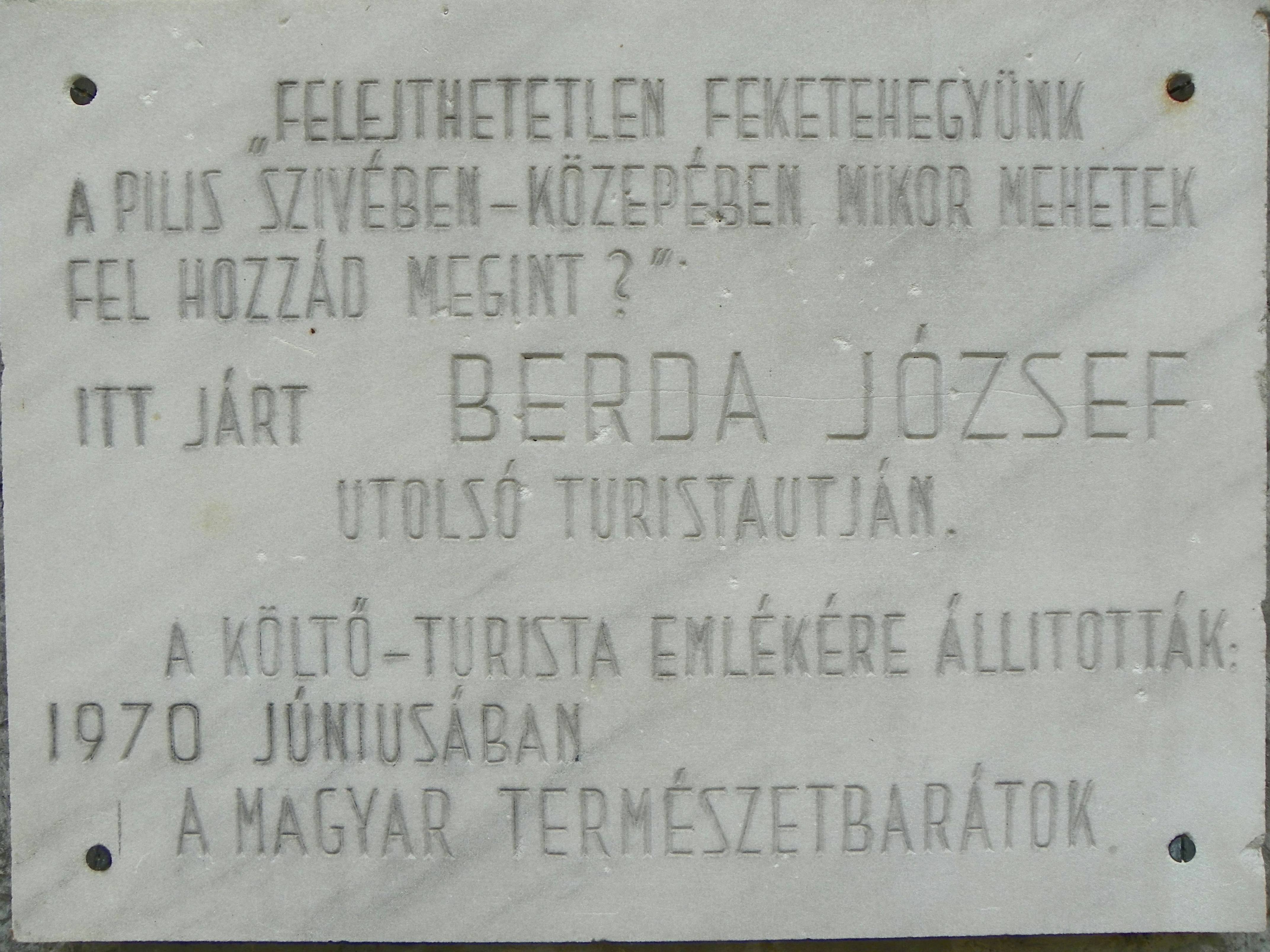
Emléktáblája a Fekete-hegyi turistaházon a Pilisben, utolsó turistaútjának helyén

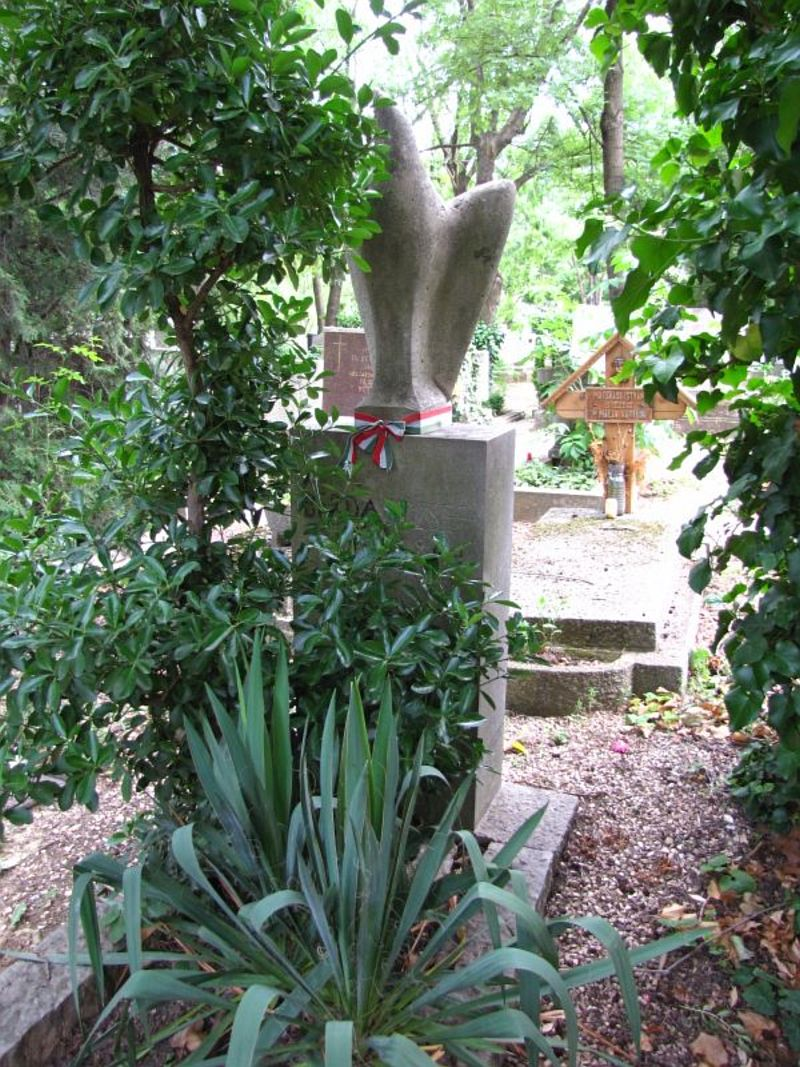
Sírja a Farkasréti temetőben (33/4-1-62). Alkotó: Borsos Miklós.

Berda József (Budapest, 1902. február 1. – Budapest, 1966. július 5.) Baumgarten- és József Attila-díjas magyar költő.

## Életpályája és munkássága
Proletár környezetből indult életútjára. Négy elemi osztályt végzett lakatosinas volt, majd kifutó, hordár, később könyvügynök.
Első verskötete: Könnyek útja és egyéb írások, 1923-ban jelent meg. Krúdy Gyula írt hozzá előszót. Bár mindvégig a szegénység útját járta, mégis ódai hangon, főként a lét hétköznapi örömeiről, az evés-ivás élvezetéről írt epigrammatikus tömörségű szabadverseket. Első verskötete után a Nyugat, a Széphalom és az Est-lapok munkatársa. Baráti szálak fűzték József Attilához.
Mivel Magyarországon a legnevesebb költők vershonoráriuma 1 liter bor áránál is kevesebb: kéziratgyűjtőknek 1 liter borért egy szabadon választható versem kéziratát adom. (Vendéglősök, kocsmárosok is jelentkezhetnek.) Cím: Berda József, Újpest, Szent Gellért utca 31. szám.
Kunságiak büszke eledele, vastag-sűrű

vörösborral ízesített csodálatosság, –

csak csettintve illik ízlelni-enni téged!

Úgy böffenünk élvezésed által,

mintha túlvilági kedves bégetést hallanánk! –

Birkapörkölt

## Művei
- Könnyek útja és egyéb írások (1923)
- Áradás (versek, Szabó Lőrinccel, 1926)
- Vérző napok (versek, elbeszélések, Lengyel Miklóssal és Kulcsár Lászlóval, 1927)
- Friss ízek érnek. Lengyel Miklós, Berda József, Kulcsár László írásai; Rádius, Bp., 1927
- Egyedül (versek, 1928)
- Öröm (versek, 1930)
- Irgalmas szegénység (versek, 1931)
- Örökkévaló lobogással (versek, 1932)
- Indulat (versek, 1935)
- Férfihangon. Versek; szerzői, Újpest, 1936
- Emelt fővel (versek, 1937)
- Méltó a szóra (válogatott versek, 1938)
- Sötétség (versek, 1939)
- Béke (versek, 1940)
- Ördögnyelv (versek, 1941)
- Fény és árnyék (versek, 1943)
- B. J. válogatott versei (válogatott versek, Baránszky-Jób Lászlóval, 1944)
- Égő évek fölé (versek, 1949)
- Élj és énekelj! Válogatott versek 1925-1954 (válogatott versek, 1954)
- Ostor és olajág (versek, 1957)
- Így igaz! (versek, 1961)
- Égni! Elégni! (versek, 1964)
- Magamhoz méltón; Magvető, Bp., 1965 (Mátyás Ferenccel)
- Száguldj szabadság! (válogatott versek, Kovalovszky Miklóssal, 1974)
- Berda József válogatott versei (válogatott versek, Vargha Kálmánnal, 1979)
- Berda József összegyűjtött versei (Szerkesztette: Urbán László, 2003)
- Berda József összegyűjtött versei (Első javított, 44 verssel bővített digitális megjelentetés a Helikon Kiadó 2003. évi kötete alapján. Szerkesztette: Urbán László, 2006)[2]

## Emlékezete
- Bálint György: Irgalmas szegénység (Nyugat, 1931)
- Cseres Tibor: Berda József emlékezete (Élet és Irodalom, 1966. 28. sz.)
- Vészi Endre: Rekviem Berda Józsefért (vers)

### Emléktáblák
- Budapest XIII. kerületében egykori szülőházának helyén.
- Az esztergomi Fekete-hegyi turistaházon emléktáblája áll 1970 óta.
- Balatonfüreden a Gyógy téren.
- A csobánkai Csúcs-hegy oldalában szintén van egy emléktáblája. Az Oszoly pihenőtől felfelé néhány méterre, jobbra ágazik egy ösvény, ez vezet hozzá. Elhagyott kőfejtőben, a sziklafal jobb oldalának alján, növényzet takarásában. A sárga + turistajelzés jobb oldalán (még mielőtt az becsatlakozna a sárga sáv jelzésbe).

### Festmény
- Aba-Novák Vilmos: Berda József[3]

### Filmek
Bicskei Éva dokumentumfilm-trilógiája:
- Az újpesti Villon (2005)
- A hatalom és a költő – Berda József (2008 előtt)
- A zarándok angyal – Berda József (2008 előtt)

## Szakirodalom
- Berda József bibliográfia; összeáll. Zimáné Lengyel Vera; Fővárosi Szabó Ervin Könyvtár, 1981, Bp.
- Vargha Kálmán: Berda József alkotásai és vallomásai tükrében (1982)
- Sipos Lajos: Berda József: kritikai pályarajz (2016)